# Valvestino
Valvestino é uma comuna italiana da região da Lombardia, província de Bréscia, com cerca de 287 habitantes. Estende-se por uma área de 31 km², tendo uma densidade populacional de 9 hab/km². Faz fronteira com Bondone (TN), Capovalle, Gargnano, Idro, Magasa, Tignale.

## Demografia
| Variação demográfica do município entre 1861 e 2011                               |
|                                                                                   |
| Fonte: Istituto Nazionale di Statistica (ISTAT) - Elaboração gráfica da Wikipedia |